# Vereina-vasútvonal
A Vereina-vasútvonal (rhaeto-románul: Lingia dal Veraina), más néven Vereina-vonal, a Rhätische Bahn (RhB) méteres nyomtávú vasútvonala, amelynek középpontjában a 19 042 méter hosszú Vereina-alagút (rhaeto-románul: Tunnel dal Vereina) áll. Az 1999-es megnyitása óta összeköti a prättigaui Klosters-t az Engadinban található Sagliains-szal, és így összekötő kapocs az RhB Landquart–Davos Platz-vasútvonal - amelytől a Landquart állomáson lévő nullpontjával a kilométer-jelölést is átveszi - és Bever–Scuol-Tarasp-vasútvonalak között. Emellett gyors és télálló közúti közlekedési kapcsolatot teremt Alsó-Engadin és a 28-as országos út (Prättigauerstrasse) között, és így a svájci országos úthálózat fő részéhez.
A Vereina-alagút a világ leghosszabb méteres nyomtávú vasúti alagútja.